# Jaroslav II av Vladimir-Suzdal
Jaroslav II av Vladimir-Suzdal, född 1191 år, död 1246, var en storfurste av Kiev mellan 1236 och 1238 och mellan 1243 och 1246. 
Han var son till Vsevolod III av Kiev och Maria Sjvarnovna. Han var gift tre gånger: först med en kumansk prinsessa 1205, därefter med Rostislava Mstislavna, ännu en kumanprinsessa 1214, från vilken han skildes 1216, och 1218 med Fedosia Igorevna av Rjazan. Han fick tolv barn.  
Han blev år 1200 regent i Perejaslav. Vid faderns död 1212 fick han Pereslavl-Zalesskij i förläning. År 1222 blev han furste av Novgorod. Han förde därefter krig i Estland, Finland och Karelen. År 1236 blev han Kievs storfurste på förslag av Daniel av Kiev och gjorde vid sin avfärd sin son Alexander Nevskij till furste i Novgorod. Vid mongolinvasionen 1238 lämnade han Kiev för att bygga upp Vladimir-Suzdal, där han blev monark. 1243 kallades han till Saraj där han avlade trohetsed till mongolerna. Han blev förgiftad vid sitt andra besök i Mongoliet 1246. 